# Sandrine Blancke
 (octobre 2017).
Si vous disposez d'ouvrages ou d'articles de référence ou si vous connaissez des sites web de qualité traitant du thème abordé ici, merci de compléter l'article en donnant les références utiles à sa vérifiabilité et en les liant à la section « Notes et références ».
Sandrine Blancke, née le 6 novembre 1978 à Uccle, est une actrice belge.

## Biographie
Autodidacte, Sandrine Blancke commence sa carrière d'actrice interprète avec Toto le héros de Jaco Van Dormael en 1990.

## Filmographie

### Cinéma
- 1990 : Toto le héros de Jaco Van Dormael
- 1991 : Le Retour de Casanova de Édouard Niermans
- 1992 : L'Ombre du doute d'Aline Issermann
- 1993 : Le Fils du requin d'Agnès Merlet
- 1998 : Les filles ne savent pas nager d'Anne-Sophie Birot
- 2000 : La Chambre obscure de Marie-Christine Questerbert
- 2000 : Regarde-moi de Frédéric Sojcher
- 2003 : L'Autre de Benoît Mariage
- 2004 : La Vie de château de Frédérique Devillez
- 2004 : La Vie d’un lecteur de  Luc Jabon
- 2004 : Retraite de François Pirot
- 2007 : Survivre avec les loups de Véra Belmont
- 2009 : Sœur Sourire de Stijn Coninx
- 2009 : Montparnasse de Mikhaël Hers
- 2010 : L'Œil de l'astronome de Stan Neumann
- 2011 : Un bon bain chaud d'Antoine Desrosières
- 2011 : Légitime Défense de Pierre Lacan
- 2012 : La Confrérie des larmes de Jean-Baptiste Andrea
- 2013 : Yves Saint Laurent de Jalil Lespert
- 2014 : Arrêtez-moi là de Gilles Bannier
- 2017 : Witz de Martine Doyen
- 2021 : Un monde de Laura Wandel
- 2021 : Sans soleil de Banu Akseki
- 2022 : Dalva d'Emmanuelle Nicot : la mère
- 2022 : Daaaaaalí ! de Quentin Dupieux
- 2023 : La mort viendra de Christoph Hochhäusler
- 2024 :  À bras le corps de Marie-Elsa Sgualdo
- 2025  :  Notre salut d'Emanuel Marre

### Télévision
- 1994 : La Fête des pères de Jean-Daniel Verhaeghe
- 1997 : La Gagne d'Aline Issermann
- 1998 : Sam d'Yves Boisset
- 2000 : L’Aubaine d'Aline Issermann
- 2001 : Une Chinoise de Huan Jian Zhong
- 2001 : La Croqueuse de diamants d'André Chandelle
- 2003 : Le Président Ferrare d'Alain Nahum
- 2008 : Les Vacances de Clémence de Michel Andrieu
- 2010 : L'Appel du 18 Juin de Félix Olivier
- 2010 : Valparaiso de Jean-Christophe Delpias
- 2012 : Le Silence d'Edwin Baily
- 2015 : La Trêve de Matthieu Donck
- 2016 : Zone blanche de Thierry Poiraud
- 2017 : Ad Vitam de Thomas Cailley
- 2021 : Les Aventures du jeune Voltaire d'Alain Tasma
- 2025 : Merteuil de Jessica Palud

### Courts-métrages
- 1995 : Boulevard Mac Donalds : Melvil Poupaud
- 1996 : I Love London : Nick Turvey
- 2000 : L'Arbre au chien pendu : Olivier Malderguem
- 2002 : La roue tourne : Joanna Grudzińska
- 2009 : Martha : Raphael Dethier
- 2010 : La Traversée : Bruno Deville
- 2010 : Femme de personne : Constance Dollé
- 2010 : Face : Christophe Deram
- 2011 : Fable domestique : Anne Sirot et Raphael Balboni
- 2012 : L’Annonce : Laure Hassel
- 2014 : Avant-terme : Banu Akseki
- 2016 : L'Ecluse : Jules Carrin
- 2016 : Le Scénariste : François Paquay
- 2016 : Les Petites Mains : Rémi Allier
- 2016 : Sparte : Noémie Nicolas
- 2018 : Imbaisable : Siham Hinawi
- 2018 : La Musique : Jean-Benoit Ugeux
- 2018 : Adieu le père : Michael De Nijs
- 2021 : Silence on tourne : Maud Verbiguié
- 2021: Les rives du Styx : Jules Carrin
- 2021: La gueule qu'on mérite : Jules follet
- 2022 :Amandine en vrai : Salomé richard
- 2022: Un bon garçon : Paul Vincent De Lestrade
- 2022: Les dents du bonheur / Joséphine Darcy Hopkins
- 2023  Noham / Victorine Durmort et Marie Fosto Chatué
- 2024 Sombre est la nuit / Jules Carrin

## Théâtre
- 1991 : Venise / Paul Pourveur / Hélène Gailly / Les Tanneurs
- 2008 : Inner Worlds / Claude Schmitz / Kunstenfestival Bozar / Halles de Schaerbeek
- 2018 : Performance / Expo Magritte-Broothaers / Musées royaux des Beaux-Arts BXL
- 2018 : Ganymed-Bruxelles / Jacqueline Kornemueller / Musées royaux des Beaux-Arts BXL
- 2018 : Horatio / Sonia Pastecchia / Fabrique du Théâtre Mons
- 2019-2020 : Linda Vista / Dominique Pitoiset / Bonlieu Annecy / Gémeaux-Sceaux / MC2 Créteil / Liège / Dijon / Chalon / Grenoble / Antibes

## Distinctions
- 1994 Prix d’interprétation féminine / Béziers jeunes talents  pour L’ombre du doute de Aline Issermann
- 1994 Prix du public d’interprétation féminine / Venise pour L’ombre du doute de Aline Issermann
- 1994 Prix d’interprétation féminine / Festival de Gand pour le Fils du requin de Agnes Merlet
- 2001 Prix d’interprétation féminine / Festival Sulzbach-Rosenberg 2001pour l’Arbre au chien pendu de Olivier Van Maldeghem
- 2019 Prix d’interprétation féminin / India D.PH.Festival 2019 (prix-jury) pour Witz de Martine Doyen
- Magritte 2024 : Meilleure actrice dans un second rôle pour Dalva